# 矮生羽叶花
矮生羽叶花（学名：Acomastylis elata var. humilis）为蔷薇科羽叶花属下的一个变种。变种加名 humilis 意为“低矮的”。